# Катеринопільська сільська рада
| Катеринопільська сільська рада — орган місцевого самоврядування у Криничанському районі Дніпропетровської області з адміністративним центром у c. Катеринопіль. Сільській раді підпорядковані населені пункти: - c. Катеринопіль - с. Зоря - с. Нова Праця - с. Новогурівка - с. Павлівка - с. Привілля |

## Склад ради
Рада складається з 12 депутатів та голови.

## Керівний склад сільської ради
| ПІБ                      | Основні відомості                                                                       | Дата обрання | Дата звільнення |
| ------------------------ | --------------------------------------------------------------------------------------- | ------------ | --------------- |
| Ламекін Олег Миколайович | Сільський голова, 1972 року народження, освіта, безпартійний                            | 26.03.2006   | 31.10.2010      |
| Ламекін Олег Миколайович | Сільський голова, 1972 року народження, освіта середня спеціальна, член Партії регіонів | 31.10.2010   |                 |

Примітка: таблиця складена за даними джерела

## Розташування
Катеринопільська сільська рада розташована в північно-західній частині Криничанського району Дніпропетровської області, за 40 км від районного центру, вздовж берегів річки Саксагань.

## Соціальна сфера
На території сільської ради знаходяться такі об'єкти соціальної сфери:
- Катеринопільська початкова школа-садок;
- Зорянська початкова школа-садок;
- Катеринопільський фельдшерсько-акушерський пункт;
- Зорянський фельдшерсько-акушерський пункт;
- Новогурівський фельдшерсько-акушерський пункт;
- Катеринопільський будинок культури;
- Катеринопільська бібліотека;
- Зорянський сільський клуб;
- Зорянська бібліотека.